# Teratolytta flavipes
Teratolytta flavipes is een keversoort uit de familie van oliekevers (Meloidae). De wetenschappelijke naam van de soort is voor het eerst geldig gepubliceerd in 1858 door Mulsant & Rey.